# Río Mañío
El río Mañío es un río ubicado en el sector precordillerano de la comuna de Panguipulli, en la Región de los Ríos, Chile. Es río es parte de un proyecto hidroelétrico para aprovechamiento del recurso energético.

## Trayecto
El Río Mañío, es un río de que nace en la ladera occidental de la Sierra de Quinchilca donde inicia su descenso en dirección noroeste, recibiendo en su recorrido las aguas de la Laguna Gualalafquén, en su curso medio recibe las aguas del estero Rofui y luego del río Los Ñadis, cerca de los caseríos de Releco y Los Ñadis, respectivamente. Finalmente recibe las aguas del Río Panco desde el norte para formar el Río Zahuil.